# Расховецкое сельское поселение
Расхове́цкое се́льское поселе́ние — муниципальное образование в Красненском районе Белгородской области.
Административный центр — село Расховец.

## История
Расховецкое сельское поселение образовано 20 декабря 2004 года в соответствии с Законом Белгородской области № 159.

## Население
| 2010 | 2011  | 2012  | 2013 | 2014 | 2015 | 2016 | 2017 | 2018 |
| ---- | ----- | ----- | ---- | ---- | ---- | ---- | ---- | ---- |
| 1045 | ↘1041 | ↘1005 | ↘972 | ↘969 | ↘945 | ↘923 | ↘896 | ↘877 |
| 2019 | 2020  | 2021  |      |      |      |      |      |      |
| ↘850 | ↘825  | ↘748  |      |      |      |      |      |      |

## Состав сельского поселения
| № | Населённый пункт | Тип населённого пункта       | Население |
| - | ---------------- | ---------------------------- | --------- |
| 1 | Бычково          | хутор                        | ↘8        |
| 2 | Весёлый          | хутор                        | ↘20       |
| 3 | Коробово         | хутор                        | ↘31       |
| 4 | Новогеоргиевка   | хутор                        | ↘27       |
| 5 | Расховец         | село, административный центр | ↘606      |
| 6 | Хмелевое         | село                         | ↘269      |
| 7 | Черёмухово       | хутор                        | ↘84       |